# Ужице
У́жице (серб. Ужице / Užice) — город на западе Сербии. Согласно переписи 2022 года численность населения составляет 48 539 человек.
Административный центр муниципалитета Ужице и Златиборского округа. Расположен на берегу реки Детина.

## История

### Древние века
Первые обитатели этого района Сербии были иллирийцы (в частности племена Партини и Аутарияти). Захоронения этих племён встречаются в регионе повсеместно. Позже регион вошёл в Римскую империю, став частью провинции Далмация.

### Средние века и Османское владычество
Средние века ознаменовались пришествием славянских племён, а позже и сербов из Белой Сербии. Около 1180 года, Великий Жупан Стефан Неманя присоединил Ужицу к средневековому государству Рашка, которое в то время находилось под властью Жупана Страцимира. Король Драгутин отрёкся от власти в пользу своего брата Милутина, который, отвоевав регион Мачва у венгерского короля, создал Сремское королевство и возглавил его. После смерти Драгутина завоёванные земли вошли в состав Сербии. После кончины царя Стефана Душана, Ужица перешла под контроль Воислава Воиновича, который был вскоре свержен Николой Алтомановичем. Сербский Князь Лазарь и боснийский царь Твртко I одержали победу над Николой Алтомановичем и разделили эти земли между собой. Так, Ужице оказалась под контролем Князя Лазаря.
Ужице пала под натиском Османской империи в 1463 году и стала частью Белградского Пашалука до 1807 года, пока её не освободилила сербская армия в ходе Первого Сербского Восстания. Ужице стала центром региона со множеством купцов и ремесленников. Только с конца XIX века город начал развиваться в индустриальном плане.
Первые маленькие фабрики, выпускающие шерстяные одеяла и сделанные из войлока вещи стали открываться в Ужице в 1868 году, а в 1880 открылась фабрика по изготовлению кожаных изделий. Ужице стала первым городом в Сербии, где построили гидроэлектростанцию, основанную на законах Николы Теслы. Она была построена в 1900 году на реке Джетиня.

### «Ужицкая республика»
В 1941 году Ужице была захвачена коммунистическими партизанами, которые избрали её столицей «Ужицкой республики». Эта «республика» просуществовала в течение осени 1941 года в западной части оккупированной Сербии.
«Ужицкая республика» занимала почти всю западную часть Сербии, с общей численностью населения более 300 тысяч человек.
Она располагалась между реками Скрапеж на севере, Дрина на западе, Западная Морава на востоке, и Увац на юге.
В то время все фабрики, работавшие в Ужице, были переоборудованы под военные нужды; автомобильные и железные дороги продолжали функционировать, книги и газеты продолжали печататься, пока действия оккупационных сил были сосредоточены на других направлениях.
В ноябре 1941 года немецкая армия вновь заняла эту территорию, а большинство партизан бежало в Боснию, Санджак и Черногорию.

### Югославская эра
В социалистической Югославии Ужице была переименована в Титово-Ужице. Это один из восьми городов, переименованных в города имени Тито. В 1992 году возвращено старое название.

### 1990-е годы
В 1990-е годы экономика Ужице была в упадке из-за политической нестабильности и войны.
В 1999 году город был несколько раз обстрелян авиацией НАТО. Наибольшие разрушения были нанесены 6 мая 1999 года, когда было разбомблено большое количество дорог и магистралей, аэропорт, гражданские объекты и правительственные здания. После длительных бомбардировок, тысячи жителей Ужице вышли на главную площадь, протестуя против бомбежёк, разрушения города и убийства мирных жителей.

### Современный город
Сегодня Ужице является центром развития экономики в крае. Наиболее развивающиеся отрасли — цветная металлургия и текстильная промышленность. Ужице с муниципалитетом даёт 30 % общей продукции, выпускаемой во всём регионе, и большинство продукции идёт на экспорт.
Кроме промышленности, в Ужице также развиваются такие отрасли, как строительство домов и гражданских учреждений, перевозки, торговля, сельское хозяйство, банковское дело, медицинское обслуживание и т. д.

## Достопримечательности
- Ужицкая крепость;
- Электростанция-музей, построенная по проекту Н. Тесла;
- «Фабрика оружия и боеприпасов в Ужицах» (FOMU);
- ужицкий карась.

## Этнический состав
Этнические группы в муниципалитете Ужице (на 2002 год):
- сербы — 81 375;
- черногорцы — 278;
- югославы — 149;
- другие — 20 661.

## Культура
На главной площади города находятся библиотека и театр. Также в центре располагаются редакции газет, теле- и радиостанции, а также несколько издательств. Национальный музей открывает дверь к культурным и историческим сокровищам города, и выставка этих сокровищ показывает века богатой истории Ужице. Он находится на восточной части главной улицы города.
В городе много статуй и монументов, посвящённых героям Ужице, особенно в восточной части города, называемой Доваре.
Ужицкая Гимназия — одно из старейших высших учебных заведений в Сербии. Около гимназии находятся несколько начальных и средних учебных заведений.
Милутин Ускокович, писатель из Ужице, признан автором первого модернистского романа в Сербии.

## Известные уроженцы
- Неманья Видич — бывший капитан английского футбольного клуба «Манчестер Юнайтед» и сборной Сербии;
- Рудольф Рети — американский музыковед и композитор.

## Галерея
- Панорама города
- Городское озеро
- Вид на город с реки Джетиня
- Большая плотина на каньоне реки Джетиня
- Центр
- Церковь Святого Георгия
- Рыбалка на каньоне реки Джетиня